# Hans Bach (Spielmann)

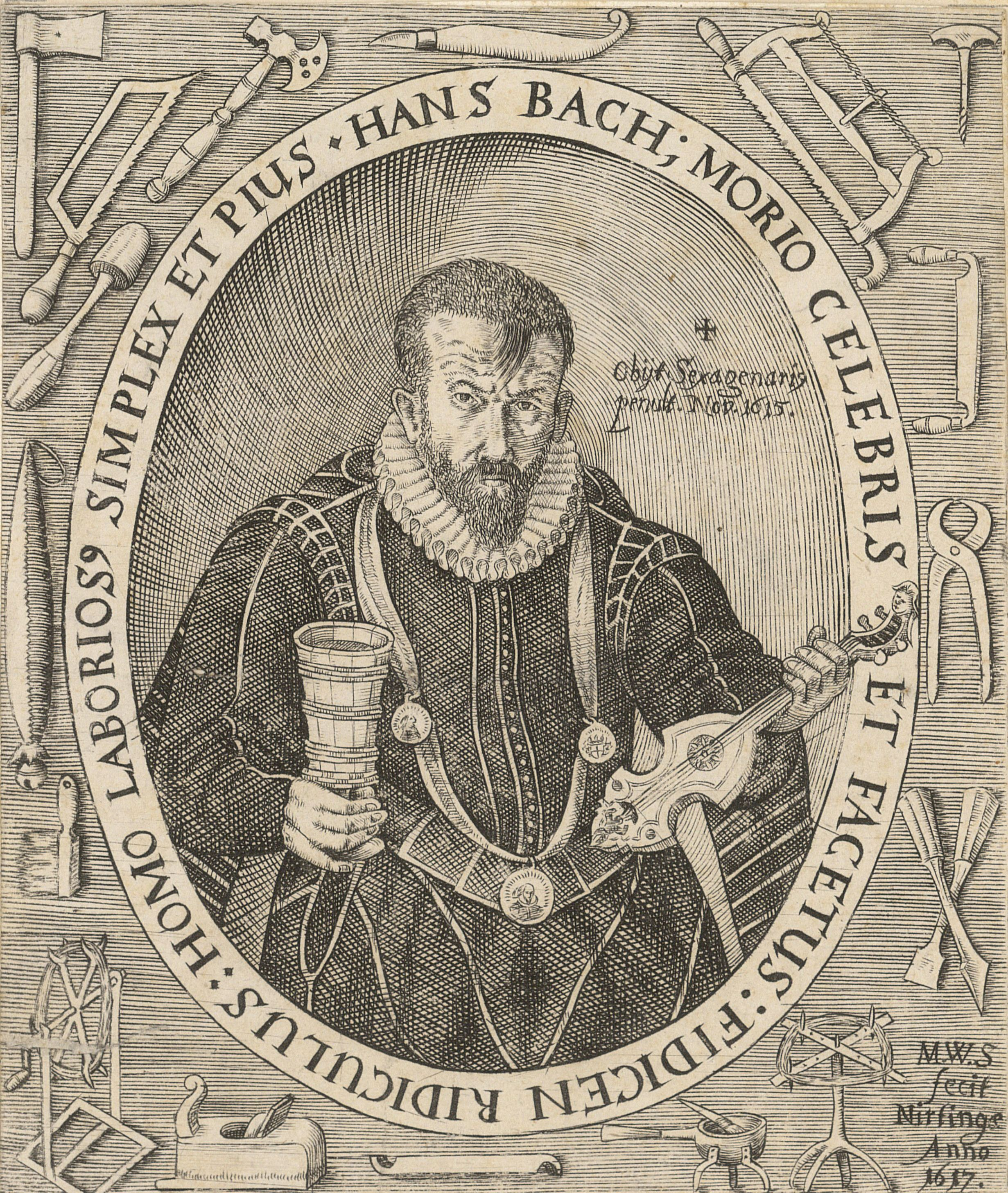
Hans Bach, Radierung von Wilhelm Schikard, Nürtingen 1617. Die lateinische Umschrift lautet übersetzt: Hans Bach; der berühmte und witzige Hofnarr; spaßiger Geiger; ein fleißiger, einfacher und frommer Mensch.

Hans Bach (* um 1555 in Andelsbuch; † 1. Dezember 1615 in Nürtingen) war ein österreichischer Spielmann, Hofnarr und Musiker.

## Leben
Hans Bach wurde um 1585 Spielmann und Hofnarr am Hof des Herzogs Ludwig zu Württemberg. 1591 bekam er den Dienst für „Musik und Narrenspiel“ von dessen Gattin, der Herzogin Ursula von Württemberg (1572–1635) in Nürtingen, wo er sein Leben lang blieb. Er erlangte ein gutes Ansehen und trat als Narr zur Belustigung auf Veranstaltungen auf, meist mit seiner Geige. Er war evangelisch, starb 1615 und wurde auf dem evangelischen Friedhof in Nürtingen begraben.
Eine Schwankepisode mit Hans Bach, der in Weil der Stadt für einen geistlichen Würdenträger gehalten und entsprechend empfangen worden sein soll, ist der einzige Gegenstand eines von dem Pfarrer Johann Albrecht Abelin zu Ostelsheim verfassten Lobspruchs auf die Stadt Weil (1614).
Verschiedenen Thesen zur Genealogie der Musikerfamilie Bach bringen Hans Bach mit Veit Bach, dem Stammvater der Familie und Ururgroßvater von Johann Sebastian Bach, in Verbindung. Nach einer Theorie könnte er ein Bruder, nach einer zweiten ein Cousin von Veit Bach gewesen sein. Dokumente, die eine Familienzugehörigkeit nahelegen würden, existieren jedoch nicht. Daher lässt die
Herkunft aus Vorarlberg eine Verwandtschaft mit der aus Ungarn und Thüringen stammenden Musikerfamilie als unwahrscheinlich erscheinen.